# Dålig andedräkt
Dålig andedräkt, eller halitos, är ett problem som drabbar många människor. Man skiljer på tillfällig och kronisk dålig andedräkt. Tillfälligt dålig andedräkt drabbar nästan alla människor någon gång och kan bero på något man har ätit, som ost eller starkt kryddad mat, rökning eller intag av alkohol. Kroniskt dålig andedräkt benämns med den medicinska termen halitosis eller foetor ex ore. och beror på att vissa bakterier i munhålan bildar svavelföreningar som uppfattas som illaluktande. Även vissa mediciner och sjukdomar kan orsaka dålig andedräkt.
Dålig andedräkt kan motverkas genom att borsta tänderna, suga på zinkpastiller eller använda munspray. Tuggummi kan i vissa fall hjälpa något, men det ger inte sällan den rakt motsatta effekten, då man riskerar att trötta ut spottkörtlarna genom att ständigt aktivera dem.
Eftersom man ständigt utsätts för sin egen andedräkt känner man på grund av luktsinnets adaptation oftast inte av den.

## Orsaker
Dålig andedräkt beror oftast på dålig munhygien. Det främsta ursprunget till besväret är bakteriebeläggningar på tungan och mellan tänderna. När matresterna som satt sig mellan tänderna blir till plack och börjar stelna till tandsten, leder detta till att man får dålig andedräkt.
Vanligtvis ska saliven skölja munhålan och hålla den ren från bakterier, men ibland kan man drabbas av muntorrhet, till exempel av läkemedel, vid stress, om man har tandställning, eller efter en natts vila ("morgon-andedräkt") vilket gör att dålig andedräkt kan bildas. Även sjukdomar i tandköttet eller smuts och beläggningar på och mellan tänderna kan ge illaluktande svavelos.
Vissa av bakterierna i munhålan bryter med hjälp av enzymer ner de svavelinnehållande, naturligt förekommande aminosyrorna metionin och cystein till svavelinnehållande, illaluktande föreningar som vätesulfid, dimetylsulfid och metantiol.

## Behandling
God munhygien kan avhjälpa problem, tandborstning, behandling med tandtråd, tungskrapa, och gurgling med munskölj rekommenderas. För bästa effekt bör man använda munskölj med zinksalter som neutraliserar de illaluktande svavelgaserna. Munskölj som innehåller alkohol kan dock torka ut munnen, vilket ger motsatt effekt.